# Плаћеници 2
Плаћеници 2 (енгл. The Expendables 2) је амерички акциони филм који је режирао Сајмон Вест. Филм је први пут приказан 17. августa 2012. године.

## Радња
Плаћеници (Барни Рос, Ли Kрисмас, Гунар Јенсен, Аве Цезар, Тол Руд и Били) се поново окупљају када Господин Черч (Брус Вилис) организује наизглед једноставан посао. Али,кад човек по имену Жан Вилејн (Жан Клод Ван Дам) убије припадника Барнијевих плаћеника Билија (Лијам Хемсворт), они ће морати Вилејну да се супротставе како знају и умеју. Када дођу у напуштен град да одспавају, нападају их Вилејнови плаћеници, али их побије човек по имену Букер (Чак Норис) који је Барнијев пријатељ. Барни са његовим људима се сукобљава и побије све Вилејнове људе и са самим Вилејном којег убија и одсеца му главу. Такође и Ли Божић (Џејсон Стејтам) се сукобљава са Вилејновим највернијим човеком Хектором (Скот Адкинс) и убија га. Вилејнову главу Барни показује Черчу и Тренчу (Арнолд Шварценегер).

## Улоге
| Глумац             | Улога         |
| ------------------ | ------------- |
| Силвестер Сталоне  | Барни Рос     |
| Џејсон Стејтам     | Ли Крисмас    |
| Жан-Клод ван Дам   | Вилаин        |
| Џет Ли             | Јин Јанг      |
| Долф Лундгрен      | Гунар Јенсен  |
| Тери Круз          | Аве Цезаре    |
| Ренди Котур        | Тол Роуд      |
| Чак Норис          | Букер         |
| Брус Вилис         | Господин Черч |
| Арнолд Шварценегер | Трент Маузер  |
| Лијам Хемсворт     | Били Д'Кид    |
| Скот Адкинс        | Хектор        |
| Ју Нан             | Меги Чен      |
| Каризма Карпентер  | Лејси         |
| Аманда Омс         | Пилар         |
| Николет Ноел       | Софија        |